# يفهين تسيمبالوك
يفهين تسيمبالوك (بالأوكرانية: Цимбалюк Євгеній Сергійович)‏ هو لاعب كرة قدم أوكراني في مركز الدفاع، ولد في 19 يونيو 1996 في ليمان في أوكرانيا. لعب مع أولمبيك دونيتسك.

## وصلات خارجية
- يفهين تسيمبالوك على موقع اتحاد أوكرانيا (الإنجليزية)
- يفهين تسيمبالوك على موقع Soccerway.com (الإنجليزية)
- يفهين تسيمبالوك على موقع عالم كرة القدم.نت (الإنجليزية)